# Taylor Phinney
Taylor Phinney, född 27 juni 1990 i Boulder i Colorado, är en amerikansk professionell tävlingscyklist på landsväg och bana som sedan 2011 tävlar för det amerikanska ProTour-stallet BMC Racing Team. Taylor Phinney är son till de före detta tävlingscyklisterna Constance Carpenter-Phinney och Davis Phinney.

## 2007–2009
Taylor Phinney inledde sin cykelkarriär som bancyklist. Han vann guld i den individuella förföljelsedisciplinen på Världsmästerskapen i bancykling 2009 i Pruszków, en bedrift han upprepade under Världsmästerskapen 2010 i Ballerup, Köpenhamn.

## 2010
Den 18 september 2010 tog Phinney en meriterande seger då han vann nationsmästerskapens tempolopp i Greenville, South Carolina, endast 14 hundradelar av en sekund före silvermedaljören Levi Leipheimer. Senare samma månad, den 29 september, tog han även guld på tempoloppet för U23-cyklister på Världsmästerskapen i Geelong, Australien, 1.9 sekunder före hemmahoppet Luke Durbridge.

## 2011
År 2011 var Phinneys första säsong med ProTour-stallet BMC Racing Team och han deltog i sitt första stora etapplopp samma år då han cyklade Vuelta a España. Förutom en femteplats på den tionde etappen höll Phinney dock en låg profil och bröt tävlingen efter den 12:e etappen.

## 2012

### Giro d'Italia
Den 5 maj 2012 vann Phinney den inledande etappen av Giro d'Italia, ett 8,7 kilometer långt tempolopp i Herning, Danmark, 9 sekunder före tvåan Geraint Thomas. Segern innebar att han fick cykla i den rosa ledartröjan. Phinney behöll ledartröjan fram till den fjärde etappen, ett 33,2 kilometer långt lagtempolopp i Verona som Phinneys lag BMC Racing Team slutade på tionde plats i, 31 sekunder efter det segrande laget Garmin-Barracuda, vilket betydde att Garmin-Barracudas Ramūnas Navardauskas tog över ledningen i sammandraget. Då cyklisterna nådde etapploppets slutdestination i Milano den 21 maj hade Phinney halkat ner till en mer blygsam 155:e plats i sammandraget.

### Olympiska sommarspelen
Phinney deltog i de Olympiska sommarspelen 2012 i London där han cyklade både linjeloppet och tempoloppet. 28 juli slutade han på fjärde plats i det 250 kilometer långa linjeloppet med målgång på The Mall, 8 sekunder bakom segraren Aleksandr Vinokurov och tvåan Rigoberto Urán och med samma tid som bronsmedalajören Alexander Kristoff. 1 augusti slutade Phinney på fjärde plats även i tempoloppet. Han avverkade den 44 kilometer långa banan i Richmond upon Thames på 52 minuter och 38 sekunder vilket var 50.20 sekunder långsammare än bronsmedaljören Chris Froome och 1 minut och 58.53 sekunder från guldmedaljören Bradley Wiggins.

## Meriter
Giro d'Italia, 1 etapp
 Världsmästerskapen, Individuell förföljelse – 2009, 2010
 U23 Världsmästerskapens tempolopp – 2010
 Nationsmästerskapens tempolopp – 2010

## Stall
- Trek-Livestrong 2009–2010
- BMC Racing Team 2011–